# Poecilopsetta natalensis
Poecilopsetta natalensis är en fiskart som beskrevs av Norman, 1931. Poecilopsetta natalensis ingår i släktet Poecilopsetta och familjen flundrefiskar. Inga underarter finns listade i Catalogue of Life.